# Marie Temrjukovna

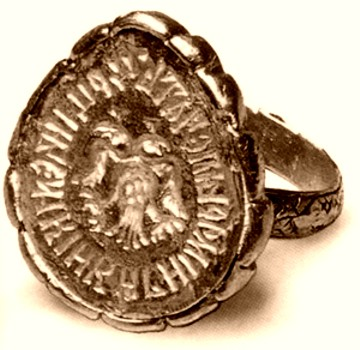
Mariin pečetní prsten

Marie Temrjukovna (rusky Мари́я Темрюко́вна; okolo roku 1544 – 1. září 1569) byla ruská carevna, druhá manželka Ivana IV. Hrozného.

## Život
Marie byla dcerou knížete Temrjuka z oblasti dnešního Kabardska-Balkarska, před křtem znělo její jméno Kučenej (Кученей). Podle ruského folkloru Ivana jeho první manželka před svou smrtí varovala, aby se neženil s pohankou. Když se Ivan setkal s Marií, byl tak unešen její krásou, že se okamžitě rozhodl s ní oženit. Svatba proběhla 21. srpna 1561, čtyři dny před Ivanovými třicátými prvními narozeninami.
Ivan zřejmě svého rozhodnutí brzy litoval, protože jeho žena byla negramotná, považovaná za špatnou nevlastní matku pro jeho dva syny a nikdy se plně nesžila s moskevským stylem života. 21. března 1563 Marie porodila syna jménem Vasilij, ten však zemřel už 3. května toho roku. Marie zemřela 1. září 1569.